# Rijksbeschermd gezicht Amsterdam-Zuid

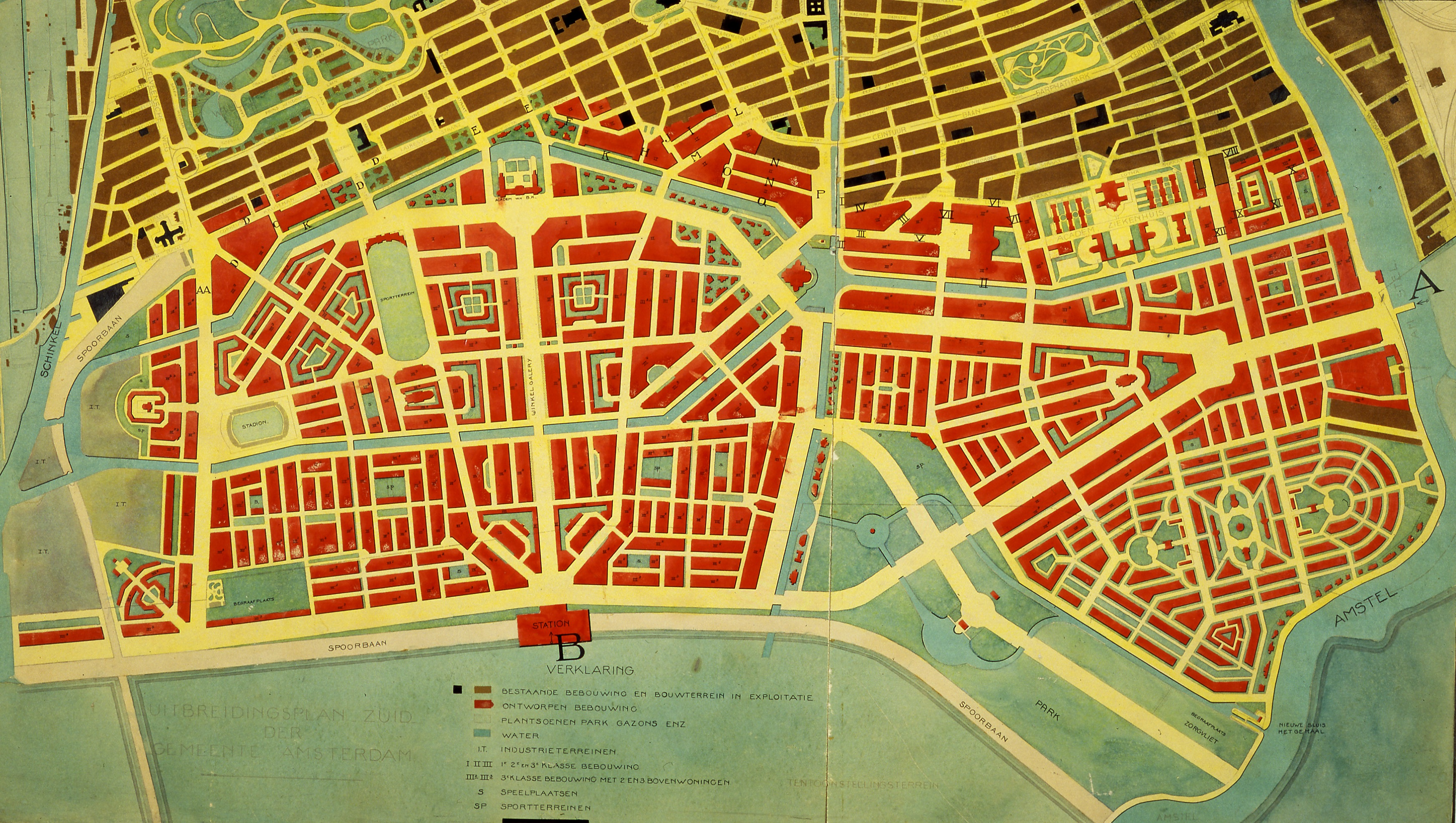
Plan Zuid zoals in 1917 vastgesteld door de gemeenteraad van Amsterdam.

Het Rijksbeschermd gezicht Amsterdam-Zuid is een deel van Amsterdam-Zuid dat per 1 april 2018 is aangewezen tot Beschermd stadsgezicht.
Het gaat om een groot deel van Plan Zuid van H.P. Berlage uit 1917. De noordelijke begrenzing van het beschermd stadsgezicht komt (ongeveer) overeen met de noordelijke begrenzing van het oorspronkelijke plan. De zuidgrens wordt gedeeltelijk gevormd door het Zuider Amstelkanaal. Het deel van het oorspronkelijke Plan Zuid ten zuiden daarvan, de Prinses Irenebuurt, is volgens een gewijzigd plan uit 1940 uitgevoerd en valt buiten het beschermd stadsgezicht.
De noordgrens van het beschermd stadsgezicht wordt gevormd door de Cornelis Krusemanstraat, De Lairessestraat, Banstraat, Nicolaes Maesstraat, Jacob Obrechtstraat, Jacob Obrechtplein, Bartholomeus Roelofsstraat, Bronckhorststraat, Roelof Hartplein, Roelof Hartstraat, Boerenwetering, Cornelis Trooststraat en Lutmastraat. De oostgrens wordt gevormd door de Amstel, de zuidgrens door de President Kennedylaan, het Europaplein, de Wielingenstraat, Diepenbrockstraat en het Zuider Amstelkanaal. Aan de westkant volgt de grens de Stadiongracht, Laan der Hesperiden, Hestiastraat, Eosstraat, Amsteveenseweg, Pieter Lastmankade, Karperstraat, Karperweg en Amsteveenseweg.
De aanwijzing als Beschermd stadsgezicht betreft de bescherming van historisch waardevolle structuren, zoals bouwblokken, pleinen, straten en groeninrichting. Het gaat niet om de bescherming van één bepaald gebouw of woning. Nieuwe ruimtelijke ontwikkelingen en kleinere ingrepen – passend in de historische omgeving – blijven mogelijk. Vooruitlopend op de aanwijzing tot beschermd stadsgezicht zijn de te beschermen waarden al opgenomen in de bestemmingsplannen van de betreffende gebieden.